# 瞬間治癒卻被當成廢物踢出隊伍的天才治療師，改當無照治療師快樂過活
《瞬間治癒卻被當成廢物踢出隊伍的天才治療師，改當無照治療師快樂過活》，簡稱「無照治療師」是菱川さかく著作的輕小說，2020年連載於成為小說家吧。2024年3月9日，宣布電視動畫化，於2025年4月至6月播出。與本篇輕小說和漫畫版不同的Webtoon版於2024年夏季在《GA Comic》平台連載。
本作入圍2023年電子漫畫大賞（電子漫畫大獎）（みんなが選ぶ!!電子コミック大賞）異世界部門提名名單。

## 劇情簡介
哈傑斯王國的王都，大致分为四個地區。王族居住的王宫，以及貴族居住的特區、市民居住的城區，還有那些被捨棄的人民居住的貧民區，在坐擁許多優秀治癒師的哈傑斯王國一角、位於貧民街的廢墟地區裡。無照治療師傑諾斯經營一家診所，那裡的蜥蜴人、狼人與半獸人這三個種族都宣稱是自己的地盤，長年以来一直鬥爭。傑諾斯以他非凡的治癒魔法，不但終結貧民區三大亞人族長年以来的對立（即停止鬥爭），而且未來還會出現巨大的變化。

## 登場人物

### 主要人物
傑諾斯（聲：坂田將吾；櫻井美雪（幼年））
本作主角。是在貧民窟長大，被隊伍成員當成廢物，而踢出團隊的天才治療師，外出總是穿著一件老師留給自己的黑色外套，他沒有治療師執照，在貧民窟悄悄經營一家診所。過去沒有受過正式治療師的教育，因此不了解自己的能力。由於經過訓練，他的治癒魔法（無需吟唱就能釋放＆再生手臂）、能力強化魔法以及防護魔法擁有遠非一流的能力（有受過老師（聲：中村悠一）教導過，會绘画老師傳授的魔法陣〔其性能遠超現有的魔法陣〕，也留下了『三流治療師只會療傷，二流治療師專治人心，只有一流治療師才能濟世』這句名言），所以認知和常人有些偏差。過去在隊伍戰鬥中，練就出能夠瞬間發動治療魔法的能力，只要同伴在戰鬥時受到損傷，他就會立刻幫忙治好。在〈王立治療院〉篇中，貝克以一種有別於正規管道，透過推薦的方式（「特別研修生」），在大約一個月的期間內，於王立治療院進修；同時調查貝克的研究室，有位職員阿弗雷德在某一天失蹤並幫忙收集情報。
莉莉（聲：花井美春）
在身受致命创伤時，被傑諾斯拿出亞斯頓給他的金幣買下，並用治癒魔法拯救的年幼精靈少女，為了報恩，她決定幫助他，一起經營診所（得到了一間有死靈少女卡蜜拉的凶宅，診所一樓讓傑諾斯為病患看診的區域），當起接待員兼護理人員。與此同時，她擁有驚人魔力與魔法才華，也會做打掃、煮飯、洗衣等各種家事。很喜歡傑諾斯，但另一方面也擔心他受一堆美麗的女性青睞，而後常自稱自己是傑諾斯未來的妻子。在〈王立治療院〉篇中，她被設定為傑諾斯的妹妹並與他一起在宿舍生活。並戴著耳罩來遮住她的精靈耳朵。
卡蜜拉（聲：日笠陽子）
長期棲息於傑諾斯與莉莉所開設的診所之中，身分尚未揭露的死靈少女，穿著用衣帶纏住腰際的深黑色和服，住在診所二樓。根據莉莉所敘述死靈是君臨不死族頂點的魔物，外表跟人類很像，只要隨便一摸就能奪走對方的生命（只要卡蜜拉有意願），還能支配鬼魂加以使喚，弱點是治療魔法。自稱眾人恐懼的死靈王（最頂級的不死族），但她其實愛開玩笑又健談，喜歡莉莉煮的菜。雖然身體是半透明的，但她還是可以碰觸到物體，因此可以與傑諾斯和莉莉一起喝茶。在他們變得親密之後，得到觀察活人生活的機會。看著兩人跟那些女性亞人帶來的有趣事件，讓她為此感到雀躍。會調侃傑諾斯很有女人緣，但當亞斯頓變成巨大魔像大肆破壞貧民區時，傑諾斯還沒回來也表示有些擔心。可以附身在跟自己有淵源的物品之中（魔杖），再請莉莉幫忙帶到弗拉姆溫泉鄉及王立治療院。在〈王立治療院〉篇中，她跟隨傑諾斯並與他和莉莉一起在宿舍生活。
索菲亞（聲：永瀨安奈）
貧民窟三巨頭之一的亞人族幫派頭目。她是一個蜥蜴人，桑德的姊姊。額頭與身上有著些許鱗片，留着一頭及腰的黑色長髮，頭部後面绑成一束馬尾，是一位雙眼炯炯有神的美女。人稱「疾風索菲亞」，她率領著蜥蜴人盜賊團經常搶劫黑心商人，還會把錢拿去救濟其他貧民（義賊）。她的右手臂在與克里希娜的戰鬥中，被有毒性效果的魔法槍打傷，其傷勢已經嚴重到需要截肢保命，但傑諾斯施展防護魔法消除痛楚，同時用右手憑空變出的魔法刀刃切下手臂，他保留沒有中毒的手臂組織，再發動許多次治療魔法，使她的右手臂完美再生。當亞斯頓變成巨大魔像大肆破壞貧民區時，和凜佳、蕾葳在傑諾斯的魔法加成下攜手戰鬥。在弗拉姆溫泉鄉中，與凜佳、蕾葳及克里希娜試圖和傑諾斯一起混浴（本人去男湯是打算用話術讓傑諾斯放鬆戒心，再找機會偷襲他），但被對方以安靜泡澡為由，將四人趕回去女湯。
凜佳（聲：陽高真白）
貧民窟三巨頭之一的亞人族幫派頭目。她是一位狼人。掌管城里所有地下賭場，就連貴族客戶都有，跟政府中央的關係也不錯，人稱「暴君凜佳」。掌管一群負責非法賭博的狼人團夥。與同類相比，她身上有明顯的人類特徵，五官比其他狼人端正，但依然有證明自己是狼人的利爪、耳朵和尾巴。而狼人族原本就是夜之居民的眷屬，會出於本能地對死靈與吸血鬼這些上位種族感到畏懼。聽說傑諾斯會治療索菲亞的蜥蜴人盜賊團，她衝進診所試圖消滅他，但其攻擊完全無效，在試圖摧毀診所時，發現對方可以讓死靈卡蜜拉聽話。自此他們建立了良好的關係。當亞斯頓變成巨大魔像大肆破壞貧民區時，和索菲亞、蕾葳在傑諾斯的魔法加成下攜手戰鬥。在弗拉姆溫泉鄉中，與索菲亞、蕾葳及克里希娜試圖和傑諾斯一起混浴（本人去男湯聲稱神智不清，隨時都會暈倒在傑諾斯懷裡），但被對方以安靜泡澡為由，將四人趕回去女湯。
蕾葳（聲：菊池紗矢香）
貧民窟三巨頭之一的亞人族幫派頭目。她是個半獸人。人稱「剛腕蕾葳」，個性開朗，有著高壯的體格、褐色的肌肤、粟色的長髮、一雙赤红如火的眼睛及嘴邊露出的尖牙的特徵。掌管著一群從事魔石挖掘賺大錢的半獸人團夥。最喜歡的食物是飯糰，有一次不小心吃下一塊只要受到震動，就會爆炸的魔石（爆炸物），之後傑諾斯幫她動手術瞬間取出。當亞斯頓變成巨大魔像大肆破壞貧民區時，和索菲亞、凜佳在傑諾斯的魔法加成下攜手戰鬥。在弗拉姆溫泉鄉中，與索菲亞、凜佳及克里希娜試圖和傑諾斯一起混浴（本人一直躲在男湯的溫泉水裡等傑諾斯進來），但被對方以安靜泡澡為由，將四人趕回去女湯。
克里希娜（聲：中島由貴）
哈傑斯王國的皇家近衛師團的副師團長，人稱「鋼鐵淑女」，有着亮麗的金色長髮和藍色眼睛，身上穿著用白金打造的盔甲的美女，左右兩側的腰際都掛著裝有魔法槍的槍套。保護城市的安全。她的弱點包括性急、怕燙、方向感差和妄下結論（儘管她每次都聲稱自己只有「唯一的弱點」，後來接受自己「有很多缺點」的事實）。在傑諾斯和索菲亞幫助她揭發販賣人口的貴族，並解救被囚禁的孩子們之後，她成為盟友。在弗拉姆溫泉鄉中，與索菲亞、凜佳及蕾葳試圖和傑諾斯一起混浴（本人聲稱不擅長認路，才會不小心把男湯當成女湯），但被對方以安靜泡澡為由，將四人趕回去女湯。
桑德（聲：八代拓）
傑諾斯治癒過的被魔法槍燒燙傷的蜥蜴人男子，索菲亞的弟弟兼得力助手。和姊姊索菲亞一樣，他很尊重傑諾斯。正當傑諾斯在王立治療院的工作即將完成時，桑德幫忙拆除沒有完全倒塌的房子（亞斯頓變成巨大魔像大肆破壞貧民區所留下的殘骸），意外被一根斷掉的柱子刺進側腹，三位亞人女子頭目立刻帶他去王立治療院找傑諾斯醫治，並成功搶救回來。
亞斯頓・貝林加爾（聲：水中雅章）
過去傑諾斯所在隊伍「黃金不死鳥」的隊長。只要隊伍成員受傷，有傑諾斯就能瞬間治癒，還能施展難以受傷的防護魔法及強化魔法。可是他卻被不認同其貢獻的夥伴們，不講理地踢出隊伍。而後沒有傑諾斯的隊伍，因失去優秀的治療師，處於遍體鱗傷的狀態。他試圖再次招募傑諾斯，但遭到對方拒絕，為了報復，他被引路人變成一個巨大魔像。最後被傑諾斯所救，他承認對方是一名優秀的治療師，並哭泣道歉，但傑諾斯決定有一天要給亞斯頓一個教訓，用鐵拳將他打昏過去。而後醒來之時，被克里希娜逮捕。
烏米恩（聲：遠野光）
王立治療院的中級治療師，她戴著一副圓框眼鏡，留著一頭及肩的藍髮，也有冒險者執照。在弗拉姆溫泉鄉住宿時，因親眼目睹傑諾斯輕鬆治癒患者嚴重的燒燙傷，並向上司貝克（也是她的舅舅）報告她在弗拉姆溫泉鄉遇到的事情。

### 其他人物
媞爾（聲：春花蘭）
原為福布斯的奴隸，之後受到傑諾斯幫助並治療（瞬間動手術取出體內結石）的狐狸獸人少女。傑諾斯還請她幫忙找自己需要的葉子，而後撕毀奴隸契約證明，放她自由。
福布斯（聲：三木真一郎）
媞爾的前雇主，有一次因為他讓媞爾盜墓，反而使對方被邪靈附身，後以一袋金幣和媞爾的奴隸契約證明，換來傑諾斯治療自己的傷勢。
蓋爾（聲：君成田晃佑）
過去傑諾斯所在隊伍「黃金不死鳥」的隊伍成員之一，輔助魔法師。
安德雷斯（聲：井藤智哉）
過去傑諾斯所在隊伍「黃金不死鳥」的隊伍成員之一，攻擊魔法師。
尤瑪（聲：閻子丹）
過去傑諾斯所在隊伍「黃金不死鳥」的隊伍成員之一，弓術士。
卡連多爾大臣（聲：間宮康弘）
居住在王都貴族特區的知名貴族。表面上是熱心公益、幫助孤兒教育的中年男子，但背地裡他私下綁架兒童並非法販賣人口。最後被克里希娜、傑諾斯以及索菲亞率領的蜥蜴人幫派揭發其惡行，受到近衛師團的逮捕。
引路人／阿弗雷德（聲：內山昂輝）
一個將亞斯頓變做巨大魔像的神祕人物，穿著完全罩住頭部的灰色長袍。根據條件，他會接受任何請求，並且不支付任何費用。
王立治療院的治癒師，據烏米恩所說是貝克研究室的副室長，同時也是一位上級治療師。非常優秀，頭腦聰明個性溫柔，還很擅長照顧別人。貝克當初能開發出赤肺病的特效藥，也是因為他做出很大的貢獻。在阿弗雷德被邀請參加戈爾德蘭舉辦的晚宴後，他失蹤了。13年前，他是一場爆炸的受害者，其身體已成為引路人的容器。
艾爾納魯多・貝克（聲：子安武人）
王立治療院的特級治癒師，他創造了治療多種傳染病的神奇療法，並獲得了特級治療師的地位。因有要事邀請傑諾斯（化名“傑諾”）到王立治療院的關鍵人物，並同意幫助對方保密其無照行醫的生活。他是烏米恩母親的弟弟，也是其舅舅。事實上，13年前的一場爆炸中，因戈爾德蘭的行為失去了未婚妻，他一直在尋找復仇的機會。之後他在戈爾德蘭舉辦的晚宴中對現場的所有人下劑量較重的麻藥，並向戈爾德蘭告知他已知道13年前他所做的事
克雷森・溫布利（聲：伊藤節生）
王立治療院的治癒師，和烏米恩是同期生。加入戈爾德蘭派系後，他的態度變得傲慢，並開始看不起烏米恩。主要工作是照顧戈爾德蘭的寵物狗米魯克（聲：乾夏寧）。自傑諾斯以“特別研修生”身份，來到王立治療院後，他的能力被對方壓倒性的力量壓制，而感到內心挫敗，還幫助傑諾斯加入戈爾德蘭派系，當他帶米魯克在外出散步時，牠被馬車意外撞到身負重傷，傑諾斯治好了傷勢，連一道疤痕都沒有留下，因此他稱傑諾斯為大哥，並對他十分崇拜。
戈爾德蘭（聲：稻田徹）
王立治療院的副院長，也是一位第七階的上級治療師。他精通一種名為「轉移治癒」的魔法，可以透過轉移生命力來治癒病患。熱衷政治甚於治病，更有傳聞說他偏袒貴族，並向他們支付巨額報酬。即便是巡診，他也只服務超級富豪。為了成為貴族，他正密謀成為治療院院長。在13年前，郊外的魔導具工廠發生了魔石爆炸事故，工廠里的作業員與附近的路人都因此犧牲了，而碰巧搭乘馬車經過附近的芬尼爾大臣也是其中之一。戈爾德蘭當時因為自己的研究無法得到認同，正準備要離開王都，結果碰巧經過才剛發生事故的現場。並治癒芬尼爾大臣的傷勢。然而，他使用的方法是使用傳送治愈魔法吸收其他受害者的生命力，使他們死亡，其中包括阿弗雷德和貝克的未婚妻。而在自己舉辦的晚宴中13年前的罪行和證據都被艾爾納魯多・貝克、傑諾斯所揭發，之後他被王國逮捕入獄
維里特拉（聲：佐藤日向）
與少年時的傑諾斯一起學習過治癒魔法的少年。
芬尼爾大臣（聲：上別府仁資）
居住在王都貴族特區的知名貴族（七大貴族之一）。曾委託「黃金不死鳥」去討伐等級B＋，並住在北方的罕見魔獸的火狐。想要把火狐的毛皮做成圍巾，當成生日禮物送給女兒夏綠蒂。但「黃金不死鳥」因沒有傑諾斯，無法在充足的期限內無傷完成任務，感到失望和生氣。13年前，他遭遇一場爆炸而身受重傷，但在戈爾德蘭的治療下得以完全康復。從那時起，他就一直是戈爾德蘭的支持者。之後在戈爾德蘭舉辦的晚宴中因貝克、傑諾斯的揭發得知13年前戈爾德蘭救他的行為，竟是利用傳送治愈魔法吸收其他受害者的生命力，使他們死亡，之後他對艾爾納魯多・貝克則求處較輕的刑責
邦茲（聲：星祐樹）
戈爾德蘭教授的第一秘書，雖然是他的老熟人，但從大白天就開始喝酒，而且似乎沒有做任何工作。他年輕的時候想要當個攝影師。得知13年前的爆炸事件，因戈爾德蘭用轉移治療魔法救人的畫面，被後來趕到現場的邦茲用魔導攝影機拍了下來。他威脅戈爾德蘭，並成為了他的首任秘書。既不擅長治療，也不擅長文書工作。因此，戈爾德蘭對他的評價很低。
第二秘書（聲：中村光希）
戈爾德蘭教授的第二秘書，他總是充當助手的角色。
第三秘書（聲：今井文也）
戈爾德蘭教授的第三秘書。
夏綠蒂（聲：倉持若菜）
一位有著亮粟色捲髮，一雙鳳眼氣勢逼人的少女，芬尼爾大臣的女兒（七大貴族的千金）。臉部得了一種名為“奇面瘤”的病，剛開始她很抗拒在臉部動刀（因奇面瘤的根長得很深又很廣，只要沒能完全清除乾淨就會複發，即使全部切除都會留下傷疤），性格自私，很難相處，但她也有溫柔的一面；她喜歡鳥，常常從花園裡救出受傷的野鳥。受到傑諾斯（傑諾）的一番話所激勵，而接受切除奇面瘤的手術，之後臉頰上的腫瘤徹底消失，連一點傷痕都沒有留下。使她心裡有種奇怪的感覺，還想要再次見到傑諾斯（傑諾）。
夏爾巴特院長
王立治療院的院長。目前因年老而休養中。

## 出版書籍

### 輕小說
| 卷數 | SB創意         | SB創意                 | 台灣角川       | 台灣角川               |
| 卷數 | 發售日期       | ISBN                   | 發售日期       | ISBN                   |
| ---- | -------------- | ---------------------- | -------------- | ---------------------- |
| 1    | 2021年10月14日 | ISBN 978-4-815-61020-3 | 2024年12月23日 | ISBN 978-6-264-00961-4 |
| 2    | 2022年2月11日  | ISBN 978-4-815-61193-4 | 2025年3月26日  | ISBN 978-6-264-15380-5 |
| 3    | 2022年7月14日  | ISBN 978-4-815-61611-3 | 2025年4月21日  | ISBN 978-6-264-15537-3 |
| 4    | 2022年11月12日 | ISBN 978-4-815-61612-0 | 2025年4月21日  | ISBN 978-6-264-15538-0 |
| 5    | 2023年7月14日  | ISBN 978-4-815-62257-2 | 2025年5月21日  | ISBN 978-6-264-15674-5 |
| 6    | 2024年3月15日  | ISBN 978-4-815-62465-1 | 2025年5月21日  | ISBN 978-6-264-15675-2 |
| 7    | 2024年11月15日 | ISBN 978-4-815-62720-1 | 2025年6月18日  | ISBN 978-6-264-15825-1 |
| 8    | 2025年3月15日  | ISBN 978-4-815-62721-8 |                |                        |

### 漫畫
| 卷數 | SB創意         | SB創意                 | 台灣角川      | 台灣角川               |
| 卷數 | 發售日期       | ISBN                   | 發售日期      | ISBN                   |
| ---- | -------------- | ---------------------- | ------------- | ---------------------- |
| 1    | 2022年8月11日  | ISBN 978-4-815-61052-4 | 2025年4月17日 | ISBN 978-6-264-15554-0 |
| 2    | 2023年6月15日  | ISBN 978-4-815-61310-5 | 2025年4月17日 | ISBN 978-6-264-15555-7 |
| 3    | 2024年3月15日  | ISBN 978-4-815-61876-6 | 2025年5月15日 | ISBN 978-6-264-15695-0 |
| 4    | 2024年11月15日 | ISBN 978-4-815-61877-3 | 2025年6月12日 | ISBN 978-6-264-15898-5 |
| 5    | 2025年6月15日  | ISBN 978-4-8156-1878-0 |               |                        |

## 電視動畫

### 製作人員
- 原作：菱川
- 角色原案：龍
- 導演：宮崎讓
- 劇本：宮城大翔
- 角色設計：電風扇、澤田慶宏
- 美術設計：合六宏
- 色彩設計：和田萌
- 攝影監督：棚田耕平
- 音樂監督：森下廣人
- 音樂：富貴晴美
- 動畫製作：Makaria
- 製作：無照治癒師製作委員會

### 主題曲
片頭曲
演唱、編曲：bokula，作詞、作曲：
片尾曲
演唱、作詞、作曲：sorato，編曲：竹繩航太

### 各话列表
| 话数   | 标题               | 分镜                           | 演出                                   | 作画監督 | 总作画監督                                                               | 首播日期      |
| ------ | ------------------ | ------------------------------ | -------------------------------------- | --- | ------------------------------------------------------------------------ | ------------- |
| 第1话  |                    | Parkji-seung、藤田瑛心         | 宫城大翔                               | 西川真人、四季社、杨镇宇、廖菲、黑山羊、海长决、鬼尘葬、锁锁、Indiana Souf、无锡月灵动画、Big Owl、拾月动画、无锡市樱花卡通有限公司                                          | 电风扇、泽田庆宏、暴龙K、王火龙、代星星、赵昱慧、胡云涛、SON SOPHEAPANHA | 2025年 4月3日 |
| 第2話  | 废墟街的无照治疗师 | 山本辰                         | 萩原悠理、宫城大翔                     | 西川真人、佐佐木瑞树、樱井木之实、胡云涛、赵昱慧、四季社、锁锁、半扇门、FAI、拾月动画                                                                                        | 电风扇、泽田庆宏、Ango、王火龙、代星星、胡云涛、赵昱慧                   | 4月10日       |
| 第3话  | 争夺战             | 酢酸                           | 長尾聰浩、萩原悠理                     | 李少雷、胡雲濤、楊鎮宇、黑山羊、鬼冢尘葬、半扇門、FAI、岸影動畫、外山陽介 | 电風扇、澤田慶宏、李少雷                                                 | 4月17日       |
| 第4话  | 正义的英雄         | 山本辰                         | 飛田裕基、山本辰                       | 胡雲濤、廖霏、楊鎮宇、西川真人、黑山羊、李广顺、李成俊、刘文煕、半扇門、無錫月靈動画、无锡市樱花卡通有限公司                                                                 | 電風扇、澤田慶宏、趙昱慧、胡雲濤、代星星、王火龙、苏特                   | 4月24日       |
| 第5话  |                    | 有本二郎                       | 木村權祐、中野龍太、太田氣績、萩原悠理 | 西川真人、胡云濤、廖霏、楊鎮宇、趙昱慧、陆子煜、MARURIN、Megu-megu、Direktator、黑山羊、海长决、鬼冢尘葬、Indiana Souf、劉文慧、半扇門、無錫月靈動画、无锡市樱花卡通有限公司 | 電風扇、澤田慶宏、SON SOPHEAPANHA、趙昱慧、胡云濤                        | 5月1日        |
| 第6话  |                    | 藤原夏人                       | 木村權祐                               | 鸟尾、趙昱慧、胡云濤、廖霏、楊鎮宇、育松動畫制作株式會社、拾月動画 | 電風扇、澤田慶宏、趙昱慧                                                 | 5月8日        |
| 第7话  |                    | 鈴木正男、酢酸                 |                                        | 外山陽介、瀨戶良兼、阿肆、赵二虎、唐書強、胡雲濤、王康、楊鎮宇、拾月動画、無錫月靈動画、无锡市樱花卡通有限公司                                                               | 電風扇、澤田慶宏、王火龙、顾宏瑜、胡云濤、趙昱慧、車斯亮                 | 5月15日       |
| 第8话  | 王立治療院         | 藤原夏人                       | 太田氣績                               | 西川真人、Parkji-seung、四季社、楊鎮宇、廖霏、暴龙K、王火龙、代星星、無錫月靈動画                                                                                            | 電風扇、澤田慶宏、趙昱慧、胡云濤                                         | 5月22日       |
| 第9话  |                    | 田中沙織                       | 中村龍太                               | MARURIN、胡云濤、廖霏、楊鎮宇、拾月動画、STUDIO CL、無錫月靈動画、无锡市樱花卡通有限公司                                                                                     | 電風扇、澤田慶宏、王火龙、顾宏瑜、胡云濤、趙昱慧                         | 5月29日       |
| 第10话 |                    | 酢酸                           | 山本辰、萩原悠理                       | 田中保、趙小川、李偉峰、陳玲玲、化石、林夏洲、陳瑜、拾月動画、育松動畫製作株式會社、無錫月靈動画、Studio287、壹飞动漫                                                        | 電風扇、澤田慶宏、胡雲濤、趙昱惠、陸子煜、四季社                         | 6月5日        |
| 第11话 |                    | 酢酸                           |                                        | 四季社、楊鎮宇、廖霏、阿撒、尘葬、岸影動画、劉文惠、無錫月靈動画、无锡市樱花卡通有限公司、Big Owl、拾月動画                                                                  | 電風扇、澤田慶宏、趙昱惠、胡雲濤、暴龙K、王火龙、代星星                  | 6月12日       |
| 第12话 |                    | 藤原夏人、石郷岡範和、木村權祐 | 木村權祐、中野龍太、太田氣績           | 西川真人、趙小川、朱至峰、章璜、胡云濤、廖菲、林一萬、趙昱慧、黑山羊、Indiana Souf、老耿、刘佳、劉文慧、半扇門、拾月動画                                                     | 電風扇、澤田慶宏、胡云濤、陸子昱                                         | 6月19日       |

### 播放電視台
| 播放日期             | 播放時間（UTC+9）  | 播放電視台 | 播放地區 | 備註 |
| -------------------- | ------------------ | ---------- | -------- | ---- |
| 2025年4月3日—6月19日 | 星期四 23:30–00:00 | TOKYO MX   | 東京都   |      |
|                      |                    | BS11       | 日本全域 |      |
| 2025年4月4日—6月20日 | 星期五 00:00–00:30 | SUN電視台  | 兵庫縣   |      |
|                      |                    | KBS京都    | 京都府   |      |

### BD
| 卷数 | 发售日期          | 收录话数     | 规格编号 |
| ---- | ----------------- | ------------ | -------- |
| 上   | 2025年8月27日预定 | 第1话—第6话  | SHBR-784 |
| 下   | 2025年9月24日预定 | 第7话—第12话 | SHBR-785 |

## 外部連結
- 官方网站 -動畫（日語）
- 成為小說家吧（日語）